# Акурай
Акура́й — село в Борзинском районе Забайкальского края, Россия. Расположено в 64 километрах от районного центра.
Население — 276 человек (2021).

## Село
Основано в 1905 году. В 1928 году была создана артель «1 мая», преобразованная в 1933 году в животноводческий колхоз «Сибиряк». Сегодня в селе функционируют ООО «Сибиряк», асфальтобетонный завод, хлебозавод, средняя школа и участковая больница.
Раньше село, будучи расположенным посередине между Борзей и Александровским Заводом, называли Акуратом. Название селу дала речка Акурай (приток Борзи), берущая начало среди округлых сопок, называвшиеся эвенками акури или укури.

## Население
| 1933 | 2002 | 2010 | 2012 | 2013 | 2014 | 2015 |
| ---- | ---- | ---- | ---- | ---- | ---- | ---- |
| 200  | ↗550 | ↘327 | ↘296 | ↗301 | ↘292 | ↘283 |
| 2016 | 2017 | 2018 | 2019 | 2020 | 2021 |      |
| ↘272 | ↘268 | ↘258 | ↘256 | ↘236 | ↗276 |      |